# Vlag van Westerhoven

Vlag van de gemeente Westerhoven
(1989-1997)

De vlag van Westerhoven werd op 3 juli 1989 bij raadsbesluit vastgesteld als de gemeentelijke vlag van de Noord-Brabantse gemeente Westerhoven. De vlag kan als volgt worden beschreven:
Gekwartierd van wit en blauw rond een punt op 1/3 van de vlaglengte; aan de broekingzijde boven een rode lelie, en onder een gele Jakobsschelp, beide met een hoogte van 2/5 van de hoogte van de vlag.
De kleuren in de vlag zijn ontleend aan het tweede gemeentewapen uit 1989, evenals de lelie en de Jakobsschelp. De lelie is afkomstig van het schependomszegel van Eersel, de Jakobsschelp van het wapen van de Jacobusabdij van Luik.
Op 1 januari 1997 is Westerhoven opgegaan in de gemeente Bergeyk (in 1998 hernoemd naar Bergeijk), waarmee de vlag als gemeentevlag kwam te vervallen.

## Verwante afbeelding

Wapen van Westerhoven (1989)

Aalburg 
· Aarle-Rixtel 
· Alphen en Riel 
· Bakel en Milheeze 
· Beek en Donk 
· Beers 
· Berghem 
· Berkel-Enschot 
· Berlicum 
· Bladel en Netersel 
· Borkel en Schaft 
· Boxmeer 
· Budel 
· Chaam 
· Cuijk 
· Cuijk en Sint Agatha 
· Den Dungen 
· Diessen 
· Dinteloord en Prinsenland 
· Drunen 
· Dussen 
· Engelen 
· Erp 
· Esch 
· Escharen 
· Fijnaart en Heijningen 
· Geffen 
· Geldrop 
· Gemert 
· Giessen 
· Ginneken en Bavel 
· Grave 
· 's Gravenmoer 
· Haaren 
· Halsteren 
· Haps 
· Heesch 
· Heeswijk-Dinther 
· Heeze 
· Helvoirt 
· Hoeven 
· Hooge en Lage Mierde 
· Hooge en Lage Zwaluwe 
· Hoogeloon, Hapert en Casteren 
· Huijbergen 
· Klundert 
· Landerd 
· Leende 
· Liempde 
· Lieshout 
· Lith 
· Luyksgestel 
· Maarheeze 
· Maasdonk 
· Made en Drimmelen 
· Megen, Haren en Macharen 
· Mierlo 
· Mill en Sint Hubert 
· Moergestel 
· Nieuw-Ginneken 
· Nieuw-Vossemeer 
· Nistelrode 
· Nuland 
· Oeffelt 
· Oost-, West- en Middelbeers 
· Oploo, Sint Anthonis en Ledeacker 
· Ossendrecht 
· Oud en Nieuw Gastel 
· Oudenbosch 
· Prinsenbeek 
· Putte 
· Raamsdonk 
· Ravenstein 
· Reusel 
· Riethoven 
· Rijsbergen 
· Rijswijk 
· Roosendaal en Nispen 
· Rosmalen 
· Schaijk 
· Schijndel 
· Sint Anthonis 
· Sint-Oedenrode 
· Sprang-Capelle 
· Standdaarbuiten 
· Terheijden 
· Teteringen 
· Uden 
· Udenhout 
· Veghel
· Vessem, Wintelre en Knegsel 
· Vierlingsbeek 
· Vlijmen 
· Wanroij 
· Waspik 
· Werkendam 
· Westerhoven 
· Willemstad 
· Woudrichem 
· Wouw 
· Zeeland 
· Zevenbergen